# منزل ملك زادة
منزل ملك زادة (بالفارسية: خانه ملک‌زاده) هو منزل تاريخي يعود إلى عصر القاجاريون، ويقع في يزد.